# Keith Szarabajka
Keith Szarabajka (ur. 2 grudnia 1952 w Oak Park) – amerykański aktor. Odtwórca roli Mickeya Kostmayera w serialu sensacyjnym CBS McCall (1985–1989). Wystąpił jako Daniel Holtz w serialu The WB Anioł ciemności (2001–2002), detektyw Gerard Stephens w filmie akcji fantastycznonaukowym Christophera Nolana Mroczny Rycerz (2008) i Adam Engell w dreszczowcu Bena Afflecka Operacja Argo (2012). Ponadto jako aktor głosowy użyczył głosu postaci doktora Terrence’a Kyne’a w grze komputerowej Dead Space (2008), Joshuy Grahama w Fallout: New Vegas (2010), Harbingera w Mass Effect 2 (2010), Herschela Biggsa w L.A. Noire (2011) i Didacta w Halo 4 (2012).

## Życiorys
Urodził się w Oak Park w Illinois w rodzinie pochodzenia polskiego jako syn kelnerki Anne Szarabajki i barmana Edwarda Szarabajki. Uczęszczał do Campion Jesuit High School w Prairie du Chien w Wisconsin i John Hersey High School w Arlington Heights w Illinois. Naukę kontynuował na University of Chicago, a także na Uniwersytecie Trinity w San Antonio w Teksasie. W latach 1972–1978 uczył się aktorstwa w Organic Theatre w Chicago. 
W 1973 debiutował na Broadwayu w roli pomocnika i młodego Davida Carsona w sztuce Postawa pierwsza: Moje pole bitwy, moje ciało (Warp One: My Battlefield, My Body). W 1978 wraz z Joe Mantegną i Stuartem Gordonem był współautorem scenariusza produkcji off-Broadwayowskiej Bleacher Bums, gdzie zagrał cheerleadera. 
Po raz pierwszy trafił na ekran w roli Josha w komedii Marshall Brickman Simon (1980) u boku Alana Arkina. W dreszczowcu politycznym Costa-Gavrasa Zaginiony (Missing, 1982) z Sissy Spacek pojawił się jako David Holloway. W 1983 powrócił na Broadway jako B.D. w komedii Doonesbury. W demaskującym korupcję w rządzie w dramacie biograficznym Historia Marie Ragghianti (Marie: A True Story, 1985) wystąpił jako współczujący przyjaciel tytułowej bohaterki (Sissy Spacek). W sensacyjnym dramacie wojennym Karna kompania (The Misfit Brigade, 1987) luźno opartym na powieści Svena Hassela Koła terroru został obsadzony w roli sierżanta Wilhelma „Starego” Beiera. W dramacie familijnym Andre (1994) zagrał rybaka. W dramacie Clinta Eastwooda Doskonały świat (A Perfect World, 1993) wystąpił w roli współwięźnia Terry’ego Pugha.

## Życie prywatne
30 kwietnia 1994 zawarł związek małżeński z Jennifer Jay Stewart, z którą ma dwóch synów – Caleba i Jacka. 28 grudnia 2005 doszło do rozwodu.

## Filmografia

### Filmy
| Rok  | Tytuł                | Rola            | Uwagi        |
| ---- | -------------------- | --------------- | ------------ |
| 1982 | Zaginiony            | David Holloway  |              |
| 1984 | Protokół             | Crowe           |              |
| 1987 | Walker               | Timothy Crocker |              |
| 1993 | Doskonały świat      | Terry Pugh      |              |
| 1994 | Andre                | Billy Baker     |              |
| 2002 | Byliśmy żołnierzami  | Dyplomata       |              |
| 2002 | Dzika rodzinka       | Kłusownik       | Rola głosowa |
| 2008 | Mroczny Rycerz       | Gerard Stephens |              |
| 2008 | Dead Space: Downfall | Doktor Kyne     | Rola głosowa |
| 2011 | Transformers 3       | Laserbeak       | Rola głosowa |
| 2012 | Operacja Argo        | Adam Engell     |              |

### Seriale
| Rok       | Tytuł                            | Rola                             | Uwagi                           |
| --------- | -------------------------------- | -------------------------------- | ------------------------------- |
| 1984      | Policjanci z Miami               | Joey Bramlette                   | 1 odcinek                       |
| 1985–1989 | McCall                           | Mickey Costmayer                 | 56 odcinków                     |
| 1992–1997 | Prawo i porządek                 | Neil Gorton, Harry Sibelius      | 4 odcinki                       |
| 1993      | Kroniki młodego Indiany Jonesa   | Pułkownik Walters                | 1 odcinek                       |
| 1994      | 3×3 Oczy                         | Profesor Fujii, Ryouko           | Rola głosowa, angielski dubbing |
| 1994      | Babilon 5                        | Matthew Stoner                   | 1 odcinek                       |
| 1995–1996 | Prawdziwe potwory                | Dean, Gracz#1, Skritch, Corpus   | Role głosowe                    |
| 1996      | Legendy Kung Fu                  | Christianson                     | 1 odcinek                       |
| 1996      | Strefa zagrożenia                | Gordon Kinnock                   | 1 odcinek                       |
| 2001      | Roswell                          | Dan Lubetkin                     | 2 odcinki                       |
| 2001-2002 | Anioł ciemności                  | Daniel Holtz                     | 11 odcinków                     |
| 2003      | Czarodziejki                     | Zahn                             | 1 odcinek                       |
| 2005      | A.T.O.M. Alpha Teens On Machines | Dragon, Cyber Dragon             | Role głosowe                    |
| 2005      | 24 godziny                       | Robert Morrison                  | 2 odcinki                       |
| 2009-2010 | Archer                           | Crenshaw                         | Rola głosowa                    |
| 2008-2010 | Dowody zbrodni                   | Patrick Hogan, Patrick Dougherty | 5 odcinków                      |
| 2010-2011 | Synowie anarchii                 | Viktor Putlova                   | 3 odcinki                       |
| 2012-2013 | Jedi Camp                        | Paul                             | 4 odcinki                       |
| 2016-2019 | Nie z tego świata                | Donatello, Bóg                   | 9 odcinków                      |